# Фигейра Чемпионс Классик 2025
3-й выпуск  Фигейра Чемпионс Классик — шоссейной однодневной велогонки по дорогам Португалии. Гонка прошла 16 февраля 2025 года в рамках ПроСерии UCI 2025 (категория 1.Pro). Победу одержал португальский велогонщик Антонио Моргадо.

## Участники
| UCI WorldTeams (10)- Soudal Quick-Step - UAE Team Emirates XRG - Lidl-Trek - Alpecin-Deceuninck - Ineos Grenadiers - EF Education-EasyPost - Team Picnic-PostNL - Movistar Team - Intermarché-Wanty - Cofidis UCI ProTeams (4)- Tudor Pro Cycling Team - Caja Rural-Seguros RGA - Equipo Kern Pharma - Euskaltel-Euskadi UCI Continental Teams (9)- Anicolor/Tien 21 - Feirense-Beeceler - Efapel Cycling - Aviludo-Louletano-Loulé - Credibom-LA Alumínios-Marcos Car - Rádio Popular-Paredes-Boavista - AP Hotels & Resorts-Tavira-SC Farense - GI Group Holding - Simoldes - UDO - Tavfer-Ovos Matinados-Mortágua |
| |

## Маршрут
Маршрут 2025 года остался практически без изменений и не сильно отличался от того, что был в первых двух изданиях. Старт и финиш снова были в Фигейра-да-Фош. Гонщикам предстояло преодолеть 100 километров по прямой (из общего расстояния 192,7 км), прежде чем они вошли в финальную стадию, которую нужно было повторить три раза (на один раз меньше, чем в прошлом году). Основными препятствиями на этом кольце, которые должны были дать гонщикам определенную свободу выбора и стать трамплином для атак, были подъёмы Rua Parque Forestal (2,1 км при 8 %) и Enforca Cães (0,9 км при 10,3 %). Последний раз он преодолевался за 6000 метров до финиша.

## Ход гонки
С самого начала гонки был сформирован многочисленный отрыв, в который вошли Жоао Медейруш (ABTF Betão-Feirense), Хорхе Гальвес (Aviludo-Louletano-Loulé), Николас Алустиса (Euskaltel-Euskadi), Хавьер Ибаньес (Caja Rural-Seguros RGA), Нил Химено (Kern Pharma), Делио Фернандес (AP Hotels & Resorts-Tavira-SC Farense), Рафаэль Рейс (Anicolor-Tien21), Андре Рибейро (GI Group Holding) и Диого Нарцисо (Credibom-LA Aluminios). Эта группа достигла максимального преимущества в 4 минуты и 5 секунд за 113 километров до финиша. Однако превосходство пелотона, представленного такими командами, как Lidl-Trek, Movistar и Cofidis, в конечном итоге нейтрализовало отрыв за 50 километров до финиша. Как только отрыв был ликвидирован, начались атаки. Филиппо Ганна (Ineos Grenadiers), бывший чемпион мира по гонкам на время, стартовал в одиночку за 40 километров до финиша. Обладая своей характерной мощью, итальянец пытался противостоять натиску пелотона, но его преимущество никогда не превышало 20 секунд. Нерешительность в группе преследования позволила Ганне оставаться впереди на несколько километров, но за 22 километров до финиша его догнали Антониу Моргадо (UAE Team Emirates XRG) и Джефферсон Сепеда (Movistar), которые решительно выступили из группы фаворитов. Всего через километр Моргадо оставил Сепеду позади на сложном участке подъема и ушел в одиночку. Его темп был сносным, и, несмотря на преследование группы из двадцати гонщиков, португалец упрочил свое преимущество. За 12 километров до финиша Моргадо ехал с преимуществом в 21 секунду перед своими ближайшими преследователями Миккелем Фрелихом Оноре (EF Education-EasyPost) и Джоном Агирре (Euskaltel-Euskadi). Отрыв увеличился до 40 секунд за 9 километров, что позволило гонщику из UAE Emirates-XRG успешно преодолеть последний отрезок. Наконец, после огромных усилий Антониу Моргадо пересек финишную черту в Фигейра-да-Фош со временем 4 часа 35 минут и 47 секунд, обеспечив себе незабываемую победу. Пелотон, который больше не мог догнать Моргадо, прибыл разделенным: Поль Манье (Soudal-Quick Step) и Матиас Вацек (Lidl-Trek) заняли подиум в пределах 5 секунд от победителя. В топ-10 также вошли такие известные имена, как Сэмюэл Уотсон (Ineos Grenadiers), Руи Коста (EF Education-EasyPost) и Джулиан Алафилип (Tudor Pro Cycling). Лучшим испанским велогонщиком стал Унаи Ирибар (Kern Pharma), который финишировал на 11-м месте с тем же временем, что и в основной группе, отстав от победителя на 6 секунд.

## Результаты
| \| Генеральная классификация \| Генеральная классификация \| Генеральная классификация \| Генеральная классификация \| Генеральная классификация \| \| Гонщик \| Гонщик \| Команда \| Время \| \| \| ------------------------- \| ------------------------- \| ------------------------- \| ------------------------- \| ------------------------- \| \| 1-й \| Антонио Моргадо \| UAE Team Emirates XRG \| 4ч 35' 47 \| \| \| 2-й \| Поль Манье \| Soudal Quick-Step \| + 5 \| \| \| 3-й \| Матиас Вацек \| Lidl-Trek \| + 5 \| \| \| 4-й \| Самуэль Уотсон \| Ineos Grenadiers \| + 5 \| \| \| 5-й \| Руй Кошта \| EF Education-EasyPost \| + 5 \| \| \| 6-й \| Биньям Гирмай \| Intermarché-Wanty \| + 5 \| \| \| 7-й \| Квинтен Херманс \| Alpecin-Deceuninck \| + 5 \| \| \| 8-й \| Жюлиан Алафилипп \| Tudor Pro Cycling Team \| + 5 \| \| \| 9-й \| Рубен Геррейру \| Movistar Team \| + 5 \| \| \| 10-й \| Лоренцо Рота \| Intermarché-Wanty \| + 5 \| \| |                  |                        |           |
| |                  |                        |           |
| Источник: ProCyclingStats |                  |                        |           |
| Генеральная классификация |                  |                        |           |
| Гонщик | Гонщик           | Команда                | Время     |
| 1-й | Антонио Моргадо  | UAE Team Emirates XRG  | 4ч 35' 47 |
| 2-й | Поль Манье       | Soudal Quick-Step      | + 5       |
| 3-й | Матиас Вацек     | Lidl-Trek              | + 5       |
| 4-й | Самуэль Уотсон   | Ineos Grenadiers       | + 5       |
| 5-й | Руй Кошта        | EF Education-EasyPost  | + 5       |
| 6-й | Биньям Гирмай    | Intermarché-Wanty      | + 5       |
| 7-й | Квинтен Херманс  | Alpecin-Deceuninck     | + 5       |
| 8-й | Жюлиан Алафилипп | Tudor Pro Cycling Team | + 5       |
| 9-й | Рубен Геррейру   | Movistar Team          | + 5       |
| 10-й | Лоренцо Рота     | Intermarché-Wanty      | + 5       |